# 岡沢ゆみ
岡沢 ゆみ（おかざわ ゆみ、1968年 - ）は、日本の児童文学作家。本名、岡沢由美。

## 来歴
新潟県生まれ。日本児童教育専門学校児童文学科卒業。
1995年、「ヤング・リーブス・ブギー」で第5回ぶんけい創作児童文学賞を受賞、同作を原型にした『バイ・バイ 11歳の旅だち』で1998年、第8回椋鳩十児童文学賞を受賞。杉並区在住。

## 作品リスト
- 『バイ・バイ 11歳の旅だち』（絵：タナカケンジ、文渓堂） 1997年7月
- 『ルナ・トーク 12歳女子取扱説明書』（イラスト：加藤春日、新風舎） 2006年9月
- 『ルナ・トーク 男ゴコロ取扱説明書』（イラスト：加藤春日、新風舎） 2007年9月

## 参考資料
- 「日本児童文学」1995年9月号（日本児童文学者協会 編）受賞コメント